# Хилы дзуар
 Хилы́ дзуа́р (осет.  Хъилы дзуар — буквально «Дзуар шеста») — в осетинской мифологии домашнее божество, к которому обращаются во время свадебных торжеств. Хилы дзуар также являлся покровителем невестки и молодой семьи. В редких случаях Хилы дзуар считался покровителем горных дорог; к нему обращались перед путешествием путники.

## Мифология
Обращение к Хилы дзуару было одним из самых важных элементов свадебных обрядов. В доме невесты к Хилы дзуару обращались с просьбой оградить невесту от несчастий на пути в дом жениха. В доме мужа к Хилы дзуару наряду с другими дзуарами Сафой и Бынаты Хицау обращались с просьбой покровительствовать невестке и молодой семье.

## Источник
- А. Б. Дзадзиев и др. Этнография и мифология осетин, Владикавказ, 1994 г., стр. 192, ISBN 5-7534-0537-1